# Państwowa Akademia Nauk Stosowanych w Chełmie
Państwowa Akademia Nauk Stosowanych w Chełmie – publiczna uczelnia zawodowa w Chełmie, utworzona na podstawie rozporządzenia Rady Ministrów z dnia 24 lipca 2001 roku.
Zgodnie z Rozporządzeniem Ministra Edukacji i Nauki z dnia 17 marca 2022 r. w sprawie zmiany nazw niektórych publicznych uczelni zawodowych, z dniem 16 maja 2022 roku, Państwowa Wyższa Szkoła Zawodowa w Chełmie zmieniła nazwę na: Państwowa Akademia Nauk Stosowanych w Chełmie.

## Władze uczelni
Kadencja 2024–2028:
- - Rektor: dr Beata Fałda, prof. ucz.
  - Prorektor ds. Studenckich: dr hab. inż. Arkadiusz Tofil, prof. ucz.
  - Prorektor ds. Rozwoju: dr hab. Józef Zając, prof. PANS
  - Kanclerz: dr Jacek Kosiński

## Instytuty i kierunki kształcenia
Instytut Matematyki i Informatyki
- Dyrektor: dr Jarosław Kapeluszny
- Kierunki:
  - Bezpieczeństwo wewnętrzne (lic. i mgr)
  - Matematyka stosowana (lic.)
  - Pedagogika (lic. i mgr)
  - Pedagogika przedszkolna i wczesnoszkolna (mgr jednolite)

Instytut Języków Obcych i Stosunków Międzynarodowych
- Dyrektor: dr Jurij Hajduk
- Kierunki:
  - Filologia
    - angielska (lic.)
    - słowiańska (lic.)

  - Stosunki międzynarodowe (lic.)

Instytut Nauk o Żywieniu Człowieka i Rolnictwie
- Dyrektor: dr inż. Ewa Stamirowska-Krzaczek
- Kierunki:
  - Dietetyka (inż.)
  - Rolnictwo (inż.)

Instytut Nauk Medycznych
- Dyrektor: dr n. o zdr. Aneta Kościołek
- Kierunki:
  - Pielęgniarstwo (lic. i mgr)
  - Położnictwo (lic.)

Instytut Nauk Technicznych i Lotnictwa
- Dyrektor: dr inż. Piotr Penkała
- Kierunki:
  - Budownictwo (inż.)
  - Elektrotechnika (inż.)
  - Mechanika i Budowa maszyn (inż. i mgr)

## Centrum Lotnicze
Uczelnia kształci studentów w zakresie specjalności lotniczych umożliwiająca uzyskanie licencji pilota samolotowego, śmigłowcowego, mechanika lotniczego oraz dyspozytora lotniczego. Nowością w ofercie edukacyjnej Centrum Lotniczego PANS w Chełmie jest szkolenie personelu pokładowego. Do dyspozycji studentów - uczestników szkolenia są nowoczesne laboratoria wyposażone w sprzęt, gwarantujący wysoki poziom wyszkolenia lotniczego, w tym tunel aerodynamiczny, symulator lotu oraz stale powiększająca się nowoczesna flota statków powietrznych, obejmująca m.in.: samolot wielosilnikowy klasy MEP(L): Tecnam P2006, samoloty szklono-treningowe typu AT3-R100, samoloty typu Cessna 172, 152 oraz śmigłowiec typu Robinson 44.
Szkolenia lotnicze odbywają się w Depułtyczach Królewskich (EPCD), na lotnisku należącym do Uczelni, na którego terenie trwa obecnie budowa utwardzonej drogi startowej.
Nad szkoleniem lotniczym czuwa wysoko wykwalifikowana kadra instruktorów szkoleń teoretycznych i praktycznych oraz licencjonowany personel techniczny, odpowiedzialny za utrzymanie statków powietrznych w ciągłej zdatności do lotu.
Centrum Lotnicze PWSZ w Chełmie współpracuje ze wszystkimi dużymi liniami lotniczymi w Polsce oraz firmami z branży lotniczej, m.in. PLL LOT, LOTAMS, ENTER AIR, WIZZAR, RYANAIR, Lotnicze Pogotowie Ratunkowe, itd.
W strukturze uczelni znajdują się także
• Lotnisko Depułtycze Królewskie (EPCD)
• Ośrodek Kształcenia Lotniczego
• Organizacja Szkolenia Personelu Technicznego
• Organizacja Zarządzania Ciągłą Zdatnością do Lotu
• Organizacja Obsługowa
• Ośrodek Kształcenia Dyspozytorów Lotniczych
• Ośrodek Szkolenia Personelu Pokładowego.
Na mocy porozumienia zawartego pomiędzy Rektorem Państwowej Akademii Nauk Stosowanych w Chełmie dr hab. inż. Arkadiuszem Tofilem - prof. PANS w Chełmie a Prezesem Urzędu Lotnictwa Cywilnego Piotrem Samsonem, w Centrum Lotniczym PANS w Chełmie zostało otwarte centrum egzaminów teoretycznych. Jest to pierwsze takie centrum w Polsce, które swoją siedzibę ma poza siedzibą ULC.
Dzięki temu przedsięwzięciu w Centrum Lotniczym w Depułtyczach Królewskich można podejść do egzaminów teoretycznych na licencje:
pilota samolotowego rekreacyjnego LAPL(A),
pilota samolotowego turystycznego PPL(A),
pilota śmigłowcowego rekreacyjnego LAPL(H),
pilota śmigłowcowego turystycznego PPL(H),
pilota szybowcowego SPL,
pilota balonowego BPL.

## Centrum Studiów Inżynierskich
W skład CSI PANS w Chełmie wchodzą laboratoria funkcjonujące w Instytucie Nauk Technicznych i Lotnictwa.
Należą do nich:
Laboratoria Mechaniki i Budowy Maszyn 
•	Laboratorium Obrabiarek Sterowanych Numerycznie
•	Laboratorium Cięcia Hydroabrazyjnego i Plazmowego
•	Laboratorium Obróbki Plastycznej
•	Laboratorium Wytrzymałości Materiałów
•	Laboratorium Spajalnictwa
•	Laboratorium Technik i Systemów Pomiarowych
•	Laboratorium Obróbki Cieplno-Chemicznej
•	Laboratorium Inżynierii Materiałowej
•	Laboratorium Chemii
•	Laboratorium Fizyki
•	Laboratorium Tworzyw Polimerowych
Laboratoria Budownictwa 
•	Laboratorium Materiałów Budowlanych
•	Laboratorium Materiałów i Nawierzchni Drogowych
•	Laboratorium Mechaniki Gruntów
•	Laboratorium Geodezji
•	Laboratorium Geologii
•	Laboratorium Fizyki Budowli
Laboratoria Elektrotechniki 
•	Laboratorium Inteligentnych Instalacji
•	Laboratorium Maszyn i Napędów Elektrycznych
•	Laboratorium Metrologii Elektrycznej
•	Laboratorium Instalacji i Oświetlenia Elektrycznego
•	Laboratorium Automatyki i Robotyki
•	Laboratorium Elektrotechniki i Elektroniki
Laboratorium Badań Środowiskowych 
•	Laboratorium Badań Cząstek Stałych
•	Laboratorium Badań Elementów Cienkościennych
•	Laboratorium Badań Emisji Spalin
•	Laboratorium Badań Klimatycznych
•	Laboratorium Badań Korozyjnych
•	Laboratorium Badań Manipulacyjnych
•	Laboratorium Badań Mikroskopowych
•	Laboratorium Badań NDT
•	Laboratorium Badań Procesów Obróbki Kompozytów
•	Laboratorium Badań Silników
•	Laboratorium Badań Termograficznych
•	Laboratorium Badań Wizyjnych, Drgań i Hałasu
•	Laboratorium Badań Wytrzymałościowych, Struktury i Stanu Warstwy Wierzchniej
•	Laboratorium Szybkiego Prototypowania Części
•	Laboratorium Wytwarzania Struktur Kompozytowych
•	Laboratorium – Hamownia
•	Laboratorium Badania Jakości Paliw
•	Laboratorium Badania Surowców i Produktów Rolno-Spożywczych
Centrum Studiów Inżynierskich PANS w Chełmie każdego roku kształci w takich kierunkach kształcenia, jak Mechanika i budowa maszyn, Elektrotechnika  i Budownictwo. 

## Monoprofilowe Centrum Symulacji Medycznej
Jest częścią Instytutu Nauk Medycznych PANS w Chełmie. W MCSM powstały m.in. sala symulacji wysokiej wierności, sala do prowadzenia czynności resuscytacyjnych w zakresie ALS, sala do prowadzenia czynności resuscytacyjnych w zakresie BLS, sala do ćwiczeń umiejętności pielęgniarskich, sala do ćwiczeń umiejętności technicznych, pomieszczenie kontrolne oraz sala egzaminacyjna OSCE. Pracownie pielęgniarskie wyposażone zostały w zaawansowane technologicznie symulatory pacjenta, najnowszy niezbędny sprzęt medyczny oraz system audio-wideo do rejestracji sesji symulacyjnych. Dzięki wykorzystaniu najnowocześniejszego wyposażenia tj. m.in. trenażerów i manekinów treningowych do nauczania poszczególnych umiejętności manualnych  (np. intubacja dotchawicza, wentylacja zastępcza, wkłucia dożylne), jak i bardziej zaawansowanych symulatorów, odzwierciedlających rzeczywistych pacjentów, studenci mogą ćwiczyć w bezpiecznym środowisku, w którym wielokrotne powtarzanie danej czynności, a  nawet popełnianie błędów nie zagraża bezpieczeństwu pacjenta.

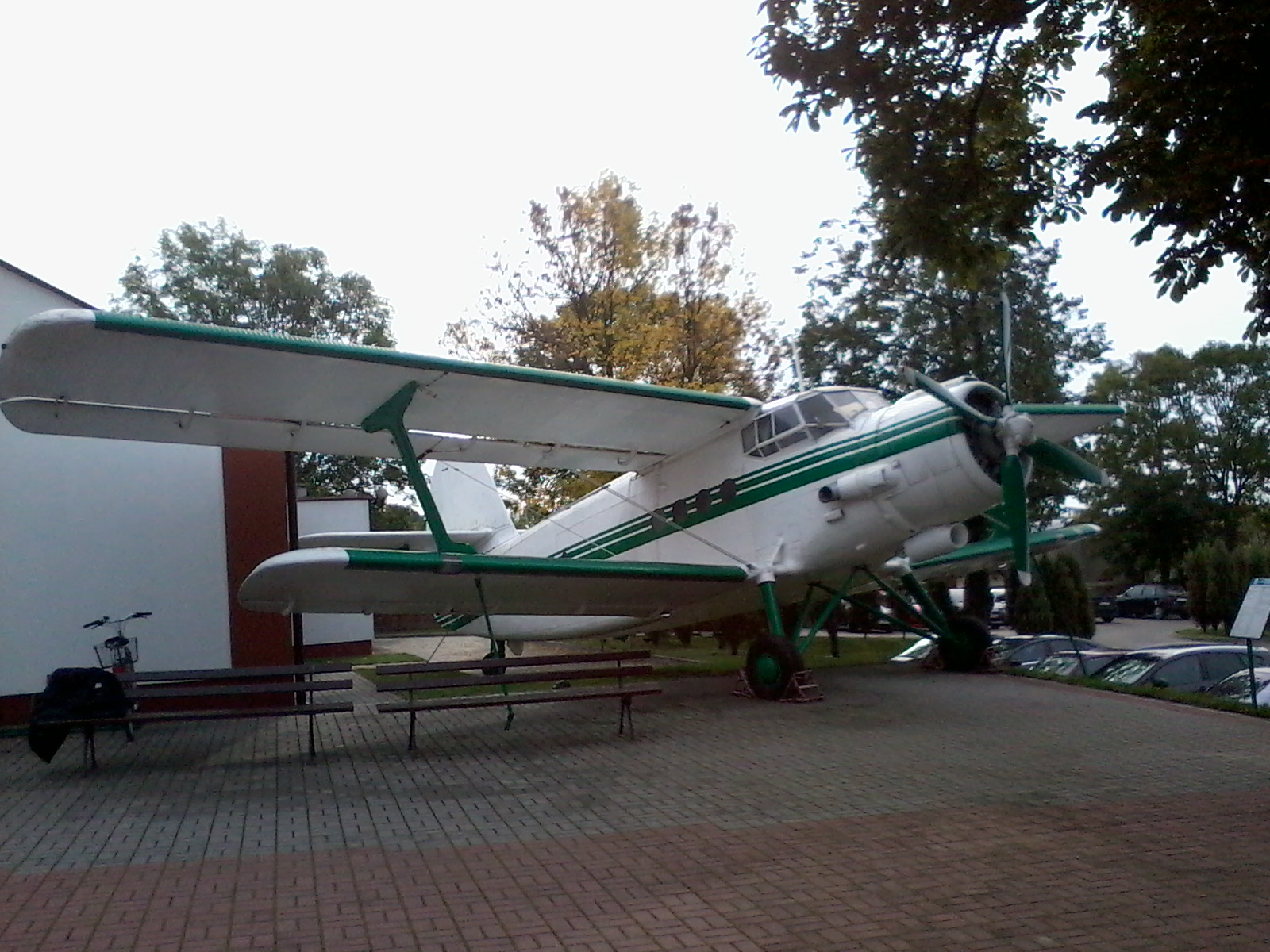
Samolot An-2 na terenie PANS w Chełmie